# André Hekking

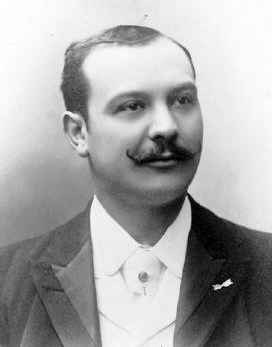
Um 1900 Studio Serenis, Bordeaux

André Hekking (* 20. Juli 1866 in Bordeaux; † 14. Dezember 1925 in Paris) war ein französischer Cellist niederländischer Herkunft.

## Leben
André Hekking entstammte einer bekannten Musikerfamilie, zu der auch die Cellisten Anton Hekking und Gérard Hekking (Cousins) gehörten.
Bei einer Reise nach Amerika, wo sein Bruder für einige Jahre ein Engagement gefunden hatte, spielte er
am 17. Mai 1896 bei einem Wohltätigkeitskonzert in der Carnegie Hall ein Cello-Konzert von Anton Rubinstein. 1909 ließ er sich Paris als Musiklehrer nieder und wurde 1919 Professor am Conservatoire de Paris. Dort wurde Pierre Fournier einer seiner Schüler.
Camille Saint-Saëns widmete ihm 1919 die Komposition „Prière“ für Violoncello und Orgel, op. 158.
Charles Tournemire widmete ihm die Sonate für Violoncello und Klavier, op. 5.
Es ist unklar, ob er oder Gérard an der Erstaufführung von Gabriel Faurés Streichquartett e-Moll op. 121 in der Société Nationale de Musique in Paris am 12. Juni 1925 mitgewirkt haben. Mit Pablo Casals, Joseph Salmon und Diran Alexanian bestritt er die Uraufführung des Celloquartetts op. 95 (1909) von Emánuel Moór, welcher ihm und George Enescu 1910 auch noch eine „Suite für Violine und Cello“ op. 109 widmete.
Hekking spielte seit 1874 auf einem 1721 erbauten Cello des italienischen Geigenbauers Domenico Montagnana. Seine Tochter Jeanne heiratete den aus Mirecourt stammenden Geigenbauer Marcel Vatelot, sein Enkel ist der Geigenbauer Étienne Vatelot, der unter anderem für Tabea Zimmermann eine Bratsche gebaut hat.